# J.R.R. Tolkien's The Lord of the Rings, Vol. I
J.R.R. Tolkien's The Lord of the Rings, Vol. I är ett SNES-spel från 1994, baserat på Sagan om ringen av J.R.R. Tolkien.